# Dayron Robles
Dayron Robles (ur. 19 listopada 1986 w Guantánamo) – kubański lekkoatleta specjalizujący się w biegu na 110 m ppł, złoty medalista olimpijski z Pekinu, rekordzista świata.
12 czerwca 2008 roku na mitingu w Ostrawie poprawił (o 0,01 s) rekord świata w biegu na 110 m ppł, uzyskując 12,87 s (w 2012 wynik ten poprawił Amerykanin Aries Merritt). W 2011 wygrał finałowy bieg podczas mistrzostw świata w Daegu, jednak został zdyskwalifikowany za utrudnianie biegu zawodnikowi z sąsiedniego toru. Zwycięzca łącznej punktacji Diamentowej Ligi 2011 w biegu na 110 metrów przez płotki.
Z powodu kontuzji nie wystąpił podczas halowych mistrzostw świata w Stambule, tym samym nie obronił tytułu z 2010.
Z powodu konfliktu z kubańską federacją nie wziął udziału w mistrzostwach świata w Moskwie (2013).

## Najważniejsze osiągnięcia
| Nazwa zawodów               | Miejsce        | Data | Konkurencja | Wynik   | Miejsce    |
| --------------------------- | -------------- | ---- | ----------- | ------- | ---------- |
| Mistrzostwa świata juniorów | Grosseto       | 2004 | 110 m pł    | 13,77 s | Srebro     |
| Halowe mistrzostwa świata   | Moskwa         | 2006 | 60 m pł     | 7,46 s  | Srebro     |
| Igrzyska panamerykańskie    | Rio de Janeiro | 2007 | 110 m pł    | 13,25 s | Złoto      |
| Światowy Finał IAAF         | Stuttgart      | 2007 | 110 m pł    | 12,92 s | 1. miejsce |
| Letnie igrzyska olimpijskie | Pekin          | 2008 | 110 m pł    | 12,93 s | Złoto      |
| Halowe mistrzostwa świata   | Doha           | 2010 | 60 m pł     | 7,34 s  | Złoto      |
| Igrzyska panamerykańskie    | Guadalajara    | 2011 | 110 m pł    | 13,10 s | Złoto      |